# آراکل باباخانیان
آراکل باباخانیان (ارمنی: Առաքել Բաբախանյան؛ زاده ۱۹۳۱ یا ۱۹۳۲ – درگذشته ۱۹۷۹ یا اوایل دهه ۱۹۸۰) فیلمبردار ارمنی‌تبار اهل ایران بود. او با نام آراکل باباخانی نیز شناخته می‌شد.

## زندگی‌نامه
در سال ۱۹۳۱ یا ۱۹۳۲ میلادی (۱۳۱۰ یا ۱۳۱۱ خورشیدی) در اراک زاده شد.
در جوانی به استودیو دیانافیلم پیوست و به واسطه اطلاعات فنی‌اش به عنوان متصدی برق مشغول به کار شد. همچنین به عنوان دستیار فیلمبردار فعالیت داشت.
نخستین بار نامش در عنوان بندی نخستین محصول دیانافیلم به نام بازگشت ۱۹۵۳ (۱۳۳۲) به عنوان عضو گروه فیلمبرداری آمد که در ساموئل خاچیکیان کارگردانش بود. پس از آن، این دو مسئولیت را به تناوب در فیلم‌های مختلفی برعهده گرفت و با استودیوهای متعددی همکاری کرد. دختری از شیراز، چهارراه حوادث، خون و شرف از محصولات دیانافیلم، دلهره، قاصد بهشت و تپهٔ عشق از محصولات آژیرفیلم، شب‌نشینی در جهنم محصول استودیو بدیع و فریاد نیمه شب محصول استودیو میثاقیه از جمله فیلم‌های کارنامهٔ باباخانیان هستند.
در زمینهٔ چاپ و لابراتوار نیز فیلم‌هایی در کارنامه دارد که از جمله می‌توان به آس و پاس و عمو نوروز (هر دو محصول ۱۳۴۰ و به کارگردانی سیامک یاسمی) اشاره کرد. باباخانیان در سال‌های ۱۹۷۵ و ۱۹۷۶ (۱۳۵۴ و ۱۳۵۵) فیلمبرداری دو فیلم پاداش یک مرد (قدرت‌الله بزرگی) و شبگرد (امان منطقی) را نیز در کارنامهٔ سینمایی‌اش ثبت کرده است.
وی در سال ۱۹۷۹ میلادی (۱۳۵۸ خورشیدی) یا اوایل دهه ۱۹۸۰ (اوایل دهه ۱۳۶۰) درگذشت.

## فیلمشناسی

### سینمایی
| سال  | عنوان              | فیلمبردار | دستیار فیلمبردار | عضو گروه فیلمبرداری | بازیگر | مسئول امور فنی                                                                     |
| ---- | ------------------ | --------- | ---------------- | ------------------- | ------ | ---------------------------------------------------------------------------------- |
| ۱۳۳۲ | بازگشت             |           |                  | آری                 |        |                                                                                    |
| ۱۳۳۲ | دختری از شیراز     |           | آری              |                     |        |                                                                                    |
| ۱۳۳۳ | چهارراه حوادث      |           | آری              |                     |        |                                                                                    |
| ۱۳۳۳ | ماجرای زندگی       |           |                  |                     | آری    |                                                                                    |
| ۱۳۳۴ | خواب و خیال        |           | آری              |                     |        | آری                                                                                |
| ۱۳۳۴ | خون و شرف          |           |                  | آری                 |        |                                                                                    |
| ۱۳۳۶ | شب‌نشینی در جهنم    |           |                  | آری                 |        |                                                                                    |
| ۱۳۳۶ | طوفان در شهر ما    |           | آری              |                     |        |                                                                                    |
| ۱۳۳۷ | قاصد بهشت          |           |                  | آری                 |        |                                                                                    |
| ۱۳۳۷ | تپهٔ عشق            |           | آری              |                     |        |                                                                                    |
| ۱۳۳۸ | پیمان              |           | آری              |                     |        |                                                                                    |
| ۱۳۴۰ | فریاد نیمه شب      |           | آری              |                     |        |                                                                                    |
| ۱۳۴۰ | آس و پاس           |           | آری              |                     |        |                                                                                    |
| ۱۳۴۰ | عمو نوروز          |           | آری              |                     |        |                                                                                    |
| ۱۳۴۱ | دلهره              |           | آری              |                     |        |                                                                                    |
| ۱۳۴۳ | سرسام              |           |                  | آری                 |        |                                                                                    |
| ۱۳۴۳ | سه تفنگدار         | آری       |                  |                     |        |                                                                                    |
| ۱۳۴۴ | دنیای کوچک آنها    | آری       |                  |                     |        |                                                                                    |
| ۱۳۴۷ | جهنم سفید          |           |                  | آری                 |        |                                                                                    |
| ۱۳۴۸ | چیچو و فرانکو وطنی | آری       |                  |                     |        |                                                                                    |
| ۱۳۴۹ | فرجام              |           |                  |                     |        | تنها فیلم آراکل باباخانیان به عنوان نویسنده، کارگردان، و تهیه‌کننده که ناتمام ماند. |
| ۱۳۵۴ | پاداش بزرگ         | آری       |                  |                     |        |                                                                                    |
| ۱۳۵۴ | شبگرد              | آری       |                  |                     |        |                                                                                    |
| ۱۳۵۵ | پاداش یک مرد       | آری       |                  |                     |        |                                                                                    |

### تلویزیونی
- آتش بدون دود (۱۳۵۴–۱۳۵۳ فیلمبردار)